# Дом Рукавишникова
Дом Рукавишникова — московский особняк XIX века, расположенный по адресу: Большая Никитская улица, д. 41.
История владения прослеживается с середины XVIII века: на обширном участке усадьбы Безсоновых на плане 1757 года показаны одноэтажные каменные палаты с полуподвалом. Дом, уцелевший в пожаре 1812 года, в 1830 году был надстроен мезонином дочерью статского советника Н. А. Симонова. В 1876 году участок очередной раз был разделён: западная часть его была продана, владелицей — женой коллежского секретаря Е. Д. Викулина, Василию Никитичу Рукавишникову — основателю купеческой династии Рукавишниковых. Участок был оформлен на его жену Елену Кузьминичну, от которой в том же году поступила просьба о перестройке дома по проекту А. С. Каминского. Надстроив второй этаж и сделав пристройку ризалита с северной стороны, Каминский также существенно изменил архитектурный облик фасада — «в свойственной ему эклектической манере с использованием мотивов московского необарокко».
У жившего здесь К. В. Рукавишникова часто проводились собрания правления московского отделения Русского музыкального общества.
В русско-японскую войну весь второй этаж был отдан под хирургический лазарет, который позже был переоборудован в «Хирургическую лечебницу Е. Н. Рукавишниковой».
В советское время дом до 1960 года находился в ведении Мосздравотдела, пока не был отдан под дипломатическое представительство. Ныне здесь находится посольство Мьянмы.

## Источник
- Никифоров А. С. Дом Рукавишниковых // Московский журнал. — 2015. — № 10. — С. 52—55. — ISSN 0868-7110.